# Pyramide des risques
La pyramide des risques est une représentation symbolique de la répartition statistique des situations à risque et des accidents. 
Les premières représentations de ce type ont été faites par Heinrich (en) en 1931, puis par Bird en 1969. 
Ces deux représentations particulières sont connues sous les noms de pyramide des risques de Bird, et de pyramide des accidents de Heinrich.

## Exemples de pyramide des risques

### Pyramide des accidents de Heinrich (1931)
Heinrich a réalisé dès 1931 une statistique sur les accidents industriels
Sur 330 accidents :
- 300 sont des accidents sans blessé (non-injury accidents) ;
- 29 sont des accidents avec des blessures mineures (minor injuries) ;
- 1 est un accident avec des blessures majeures (major injuries).

### Pyramide des risques de Bird (1969)

Exemple de pyramide des risques : pyramide de Bird modifié avec ajout des comportements à risques

Bird a conduit en 1969 une étude pour la compagnie d'assurance Insurance Company of North America (en), portant sur 1 753 498 accidents déclarés par 297 entreprises de 21 groupes industriels différents, représentant 1 750 000 personnes et 3 000 000 heures travaillées
Sur 641 situations anormales :
- 600 sont des presqu'accidents ou des incidents (near misses/incidents) ;
- 30 sont des accidents avec dégâts matériels (property damage accidents) ;
- 10 sont des accidents avec des blessures mineures (minor injuries) ;
- 1 est un accident grave (serious accident).

## Ratios et interprétations

Fréquence des événements anormaux en fonction de leur gravité, selon Bird et Heinrich.

La représentation en pyramide exprime le fait que les accidents les plus graves sont les plus rares, et qu'inversement, les situations anormales mais bénignes sont les plus fréquentes. Cette représentation est symbolique car la largeur d'un étage n'est pas proportionnelle à la fréquence (contrairement  à un graphique), la pyramide indique juste un classement ; une représentation plus juste serait celle d'une Tour Eiffel. Mais elle exprime également le fait que la différence entre une situation bénigne et une situation grave est souvent la chance : si un accident est évité de justesse, il est sans conséquence, et donc il s'en serait fallu de peu pour qu'il y ait de conséquences néfastes, voire graves. Le rapport d'un niveau à l'autre de la pyramide donne une estimation de ce facteur chance, tandis que la taille de la base de la pyramide donne une estimation du facteur déterminé.

### Ratios
Les chiffres correspondant aux différents niveaux de la pyramide varient selon les publications. Il n'y a en général pas une progression linéaire d'un étage à l'autre. Par exemple, certains analystes se basent sur 2 000 000 situations dangereuses (5 situations par heure et par personne pour une entreprise de 230 personnes travaillant 220 jours par an), et retiennent :
- 1 accident mortel ;
- 400 accidents graves ;
- 20 000 accidents sans gravité ;
- 240 000 presqu'accidents ;
- 2 000 000 actions dangereuses.

Dans le domaine de la construction métallique en France en 2008, on relève : 
- 1 décès ;
- 82 accidents graves ;
- 1 049 accidents avec arrêt ;

pour un effectif de 7 883 salariés.
Concernant les accidents du travail avec perturbation du mouvement (heurts, glissades…) :
- 1 accident mortel ;
- 650 accidents avec incapacité permanente ;
- 10 000 accidents avec arrêt de travail.

Les statistiques française établies par l'Assurance maladie montrent également une progression de même tendance pour les « étages les plus élevés » de la pyramide, :
| Situation                          | 2011    | 2012    | 2013    | Progression moyenne |
| ---------------------------------- | ------- | ------- | ------- | ------------------- |
| décès                              | 552     | 558     | 541     | 1                   |
| AT avec incapacité permanente (IP) | 40 986  | 40 136  | 39 078  | 73                  |
| AT avec arrêt                      | 669 914 | 640 891 | 618 263 | 1 168               |

| Situation                          | 2011   | 2012   | 2013   | Progression moyenne |
| ---------------------------------- | ------ | ------ | ------ | ------------------- |
| décès                              | 570    | 523    | 430    | 1                   |
| MP avec incapacité permanente (IP) | 27 132 | 29 267 | 27 450 | 55                  |
| MP réglées                         | 55 057 | 54 015 | 51 452 | 105                 |

| Situation                                | 2011    | 2012   | 2013   | Progression moyenne |
| ---------------------------------------- | ------- | ------ | ------ | ------------------- |
| décès                                    | 393     | 232    | 306    | 1                   |
| Accident avec incapacité permanente (IP) | 8 514   | 8 103  | 7 865  | 26                  |
| Accident avec arrêt                      | 100 018 | 90 092 | 93 363 | 304                 |

D'autres, par simplification, considèrent un facteur constant entre chaque niveau, et donc une progression globalement exponentielle ; par exemple, avec un facteur 10 :
- 1 accident mortel ;
- 10 accidents graves ;
- 100 accidents avec blessures légères ;
- 1 000 accidents sans gravité ;
- 10 000 presqu'accidents ;
- 100 000 situations à risque.
- 1 000 000 actions dangereuses.

### Interprétations
Cette représentation fournit tout d'abord un instrument de mesure : si les accidents graves sont rares, on peut attendre « longtemps » avant de s'apercevoir des problèmes de sécurité dans une organisation, et il est alors trop tard. On a donc une meilleure vue de la situation si l'on surveille les accidents bénins, les presqu'accidents et les situations dangereuses (même en absence d'événement inquiétant), c'est-à-dire les « signaux faibles ».
Cette représentation pyramidale justifie également la doctrine selon laquelle il n'y a pas de petits incidents, et que pour réduire la fréquence des accidents graves, il faut réduire le nombre de situations anormales même si elles n'ont pas de conséquence ; d'où l'adage : « c'est la fréquence qui fait l'accident ». Certains cindynistes mettent en garde contre une application sans discernement de cette doctrine : en effet, les accidents les plus graves sont souvent de nature différente des accidents bénins, et sont parfois le fait de personnes « bien notées », c'est-à-dire n'ayant pas au quotidien des attitudes à risque, et donc il ne faut pas se contenter de réduire le nombre d'incidents mais s'attaquer aux deux extrémités de la pyramide.

### Réduction des accidents

Taux de fréquence d'accidents en fonction des efforts consentis à la sécurité.

Cette notion de loi logarithmique est également reprise lorsque l'on veut représenter les efforts à mettre en œuvre pour réduire les accidents, ou bien la diminution de la fréquence des accidents au sein d'une organisation au cours du temps (dans le cadre d'une amélioration continue). On part d'une situation initiale dite « loi de la jungle » (pas de préoccupation pour la sécurité), pour laquelle on a un taux de fréquence d'accidents (TF) d'environ 100 accident avec arrêt par million d'heures travaillées ;
- la première étape de la sécurité consiste à se conformer aux lois en vigueur (contrainte légale mais sans initiative propre) et permet de passer à un taux de fréquence de 25, puis à installer des sécurités sur les machines ce qui permet de réduire le TF à 15,
- puis à impliquer la hiérarchie (la sécurité devient un objectif prioritaire des managers) ce qui fait passer le TF à 5,
- puis à engager des actions de prévention pour tout le personnel (sensibilisation, formation) faisant passer le TF à 3.

Le taux de fréquence est une mesure de la partie haute de la pyramide des risques, et les étapes « impliquer la hiérarchie » et « impliquer tout le personnel », démarche dite « proactive », consiste à réduire les gestes dangereux donc  à agir sur la base de la pyramide (en amont des presqu'accidents et incidents).